# Luisa Cristina d'Assia-Darmstadt
Luisa Cristina d'Assia-Darmstadt (Marburgo, 5 febbraio 1636 – Stolberg, 11 novembre 1697) fu una nobile dell'Assia-Darmstadt e contessa di Stolberg.

## Biografia
Era figlia di Giorgio II d'Assia-Darmstadt, langravio dal 1626 al 1661, e di Sofia Eleonora di Sassonia.
Venne data in sposa a Cristoforo Luigi I di Stolberg, figlio ed erede del conte Giovanni Martino di Stolberg; il matrimonio venne celebrato a Darmstadt il 29 ottobre 1665.
Alla morte del suocero, avvenuta a Stolberg il 22 maggio 1669, Luisa divenne contessa di Stolberg, titolo che portò fino alla morte, avvenuta l'11 novembre 1697 a Stolberg.

## Discendenza
Diede al marito otto figli:
- Giorgio (Darmstadt, 14 novembre 1666-Stolberg, 17 febbraio 1698);
- Carlo (Darmstadt, 25 gennaio 1668-Roßla, 2 maggio 1685);
- Sofia Eleonora (Ortenberg, 6 agosto 1669-Stolberg, 3 novembre 1745);
- Giovanni Ludovico (Ortenberg, 6 novembre 1670-Roßla, 13 maggio 1685);
- Cristoforo Federico (Ortenberg, 18 settembre 1672-Stolberg, 22 agosto 1738), che sposò Enrichetta Caterina di Bibran;
- Luisa Cristina (Ortenberg, 21 gennaio 1675-Weißenfels, 16 maggio 1738), che sposò il conte Giovanni Giorgio III di Mansfeld e, rimasta vedova, il duca Cristiano di Sassonia-Weissenfels;
- Giustino Cristiano (Ortenberg, 24 ottobre 1676-Roßla, 17 giugno 1739), che sposò Emilia Augusta di Stolberg-Gedern;
- Agnese Elisabetta (Ortenberg, 14 dicembre 1680-Ortenberg, 17 dicembre 1680).

Quando suo marito morì il 7 aprile 1704, la contea venne divisa tra i loro figli Cristoforo Federico e Giustino Cristiano: il primo divenne conte di Stolberg-Stolberg, il secondo conte di Stolberg-Roßla.

## Ascendenza
|                                   |                         |                                     | Genitori                         |  |  | Nonni |  |  | Bisnonni                    |  |  | Trisnonni         |  |
|                                   |                         |                                     |                                  |  |  |       |  |  | Giorgio I d'Assia-Darmstadt |  |  | Filippo I d'Assia |  |
|                                   |                         |                                     |                                  |  |  |       |  |  | Giorgio I d'Assia-Darmstadt |  |  | Filippo I d'Assia |  |
|                                   |                         | Cristina di Sassonia                |                                  |  |  |       |  |  | Giorgio I d'Assia-Darmstadt |  |  |                   |  |
| Luigi V d'Assia-Darmstadt         |                         |                                     |                                  |  |  |       |  |  | Giorgio I d'Assia-Darmstadt |  |  |                   |  |
|                                   |                         | Maddalena di Lippe                  | Bernardo VIII di Lippe           |  |  |       |  |  |                             |  |  |                   |  |
|                                   |                         | Maddalena di Lippe                  | Bernardo VIII di Lippe           |  |  |       |  |  |                             |  |  |                   |  |
|                                   |                         | Maddalena di Lippe                  | Caterina di Waldeck-Eisenberg    |  |  |       |  |  |                             |  |  |                   |  |
| Giorgio II d'Assia-Darmstadt      |                         | Maddalena di Lippe                  |                                  |  |  |       |  |  |                             |  |  |                   |  |
|                                   |                         | Giovanni Giorgio di Brandeburgo     | Gioacchino II di Brandeburgo     |  |  |       |  |  |                             |  |  |                   |  |
|                                   |                         | Giovanni Giorgio di Brandeburgo     | Gioacchino II di Brandeburgo     |  |  |       |  |  |                             |  |  |                   |  |
|                                   |                         | Giovanni Giorgio di Brandeburgo     | Maddalena di Sassonia            |  |  |       |  |  |                             |  |  |                   |  |
| Maddalena di Brandeburgo          |                         | Giovanni Giorgio di Brandeburgo     |                                  |  |  |       |  |  |                             |  |  |                   |  |
|                                   |                         | Elisabetta di Anhalt-Zerbst         | Gioacchino Ernesto di Anhalt     |  |  |       |  |  |                             |  |  |                   |  |
|                                   |                         | Elisabetta di Anhalt-Zerbst         | Gioacchino Ernesto di Anhalt     |  |  |       |  |  |                             |  |  |                   |  |
|                                   |                         | Elisabetta di Anhalt-Zerbst         | Agnese di Barby                  |  |  |       |  |  |                             |  |  |                   |  |
| Luisa Cristina d'Assia-Darmstdt   |                         | Elisabetta di Anhalt-Zerbst         |                                  |  |  |       |  |  |                             |  |  |                   |  |
|                                   | Cristiano I di Sassonia | Augusto I di Sassonia               |                                  |  |  |       |  |  |                             |  |  |                   |  |
|                                   | Cristiano I di Sassonia | Augusto I di Sassonia               |                                  |  |  |       |  |  |                             |  |  |                   |  |
|                                   | Cristiano I di Sassonia | Anna di Danimarca                   |                                  |  |  |       |  |  |                             |  |  |                   |  |
| Giovanni Giorgio I di Sassonia    | Cristiano I di Sassonia |                                     |                                  |  |  |       |  |  |                             |  |  |                   |  |
|                                   |                         | Sofia di Brandeburgo                | Giovanni Giorgio di Brandeburgo  |  |  |       |  |  |                             |  |  |                   |  |
|                                   |                         | Sofia di Brandeburgo                | Giovanni Giorgio di Brandeburgo  |  |  |       |  |  |                             |  |  |                   |  |
|                                   |                         | Sofia di Brandeburgo                | Sabina di Brandeburgo-Ansbach    |  |  |       |  |  |                             |  |  |                   |  |
| Sofia Eleonora di Sassonia        |                         | Sofia di Brandeburgo                |                                  |  |  |       |  |  |                             |  |  |                   |  |
|                                   |                         | Alberto Federico di Prussia         | Alberto I di Prussia             |  |  |       |  |  |                             |  |  |                   |  |
|                                   |                         | Alberto Federico di Prussia         | Alberto I di Prussia             |  |  |       |  |  |                             |  |  |                   |  |
|                                   |                         | Alberto Federico di Prussia         | Anna Maria di Brunswick-Lüneburg |  |  |       |  |  |                             |  |  |                   |  |
| Maddalena Sibilla di Hohenzollern |                         | Alberto Federico di Prussia         |                                  |  |  |       |  |  |                             |  |  |                   |  |
|                                   |                         | Maria Eleonora di Jülich-Kleve-Berg | Guglielmo di Jülich-Kleve-Berg   |  |  |       |  |  |                             |  |  |                   |  |
|                                   |                         | Maria Eleonora di Jülich-Kleve-Berg | Guglielmo di Jülich-Kleve-Berg   |  |  |       |  |  |                             |  |  |                   |  |
|                                   |                         | Maria Eleonora di Jülich-Kleve-Berg | Maria d'Austria                  |  |  |       |  |  |                             |  |  |                   |  |
|                                   |                         | Maria Eleonora di Jülich-Kleve-Berg |                                  |  |  |       |  |  |                             |  |  |                   |  |